# Aleksandr Lipin
Aleksandr Giennadjewicz Lipin, ros. Александр Геннадьевич Липин (ur. 25 kwietnia 1990 w Ust-Kamienogorsku, Kazachska SRR) – kazachski hokeista, reprezentant Kazachstanu.

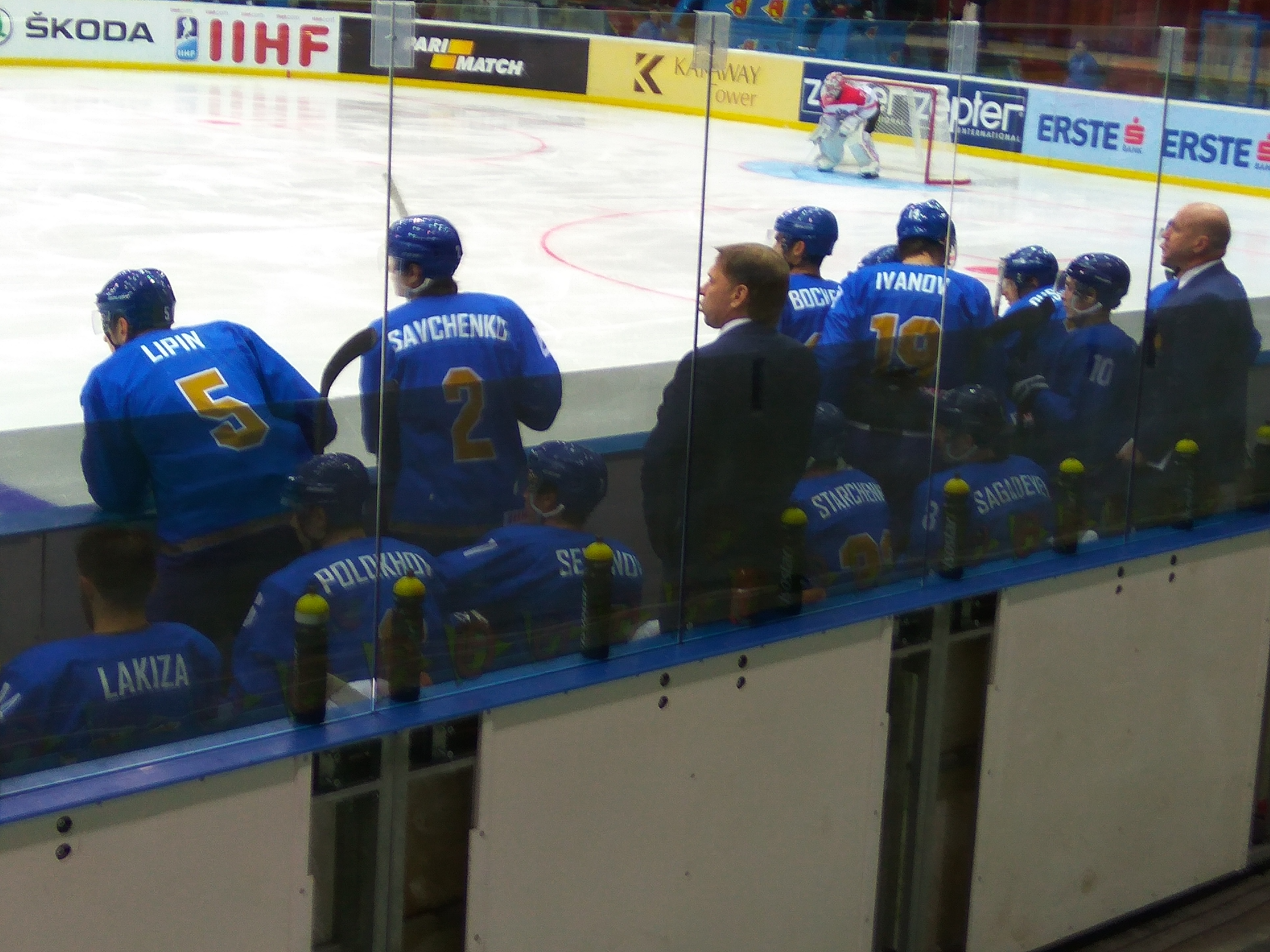
Aleksandr Lipin (pierwszy z lewej) w barwach Kazachstanu podczas MŚ 2017

## Kariera
- Ustinka Ust'-Kamienogorsk (2003-2004)
- Kazcynk-Torpedo (2004-2010)
  -  Kazcynk-Torpedo 2 (2005-2006, 2007, 2009-2010)
- Jertys Pawłodar (2010-2015)
- Kułagier Pietropawłowsk (2015)
- Barys Astana (2015-2019)
  -  Nomad Astana (2015-2016, 2018-2019)
- Jertys Pawłodar (2019-2020)

Wychowanek Torpeda Ust-Kamienogorsk. Zawodnik Jertysu Pawłodar. Od lipca 2015 zawodnik Kułagiera Pietropawłowsk. Od listopada 2015 zawodnik Barysu Astana.
Uczestniczył w turniejach mistrzostw świata juniorów do lat 18 w 2003 (Elita), mistrzostw świata juniorów do lat 20 w 2005 (Dywizja I), hokeja mężczyzn na Zimowej Uniwersjadzie 2013 (kapitan kadry), mistrzostw świata 2015 (Dywizja I), 2016 (Elita), 2017 (Dywizja I).

## Sukcesy
Reprezentacyjne
- Srebrny medal zimowej uniwersjady: 2013
- Awans do MŚ Elity: 2015

Klubowe
- Złoty medal mistrzostw Kazachstanu: 2005, 2007 z Kazcynk-Torpedo, 2013, 2014, 2015 z Jertysem Pawłodar
- Srebrny medal mistrzostw Kazachstanu: 2006, 2009 z Kazcynk-Torpedo, 2012 z Jertysem Pawłodar
- Brązowy medal mistrzostw Kazachstanu: 2008 z Kazcynk-Torpedo
- Puchar Kazachstanu: 2007 z Kazcynk-Torpedo, 2014 z Jertysem Pawłodar

Indywidualne
- KHL (2016/2017): pierwsze miejsce w klasyfikacji liczby zablokowanych strzałów w fazie play-off: 30